# Pływanie na Letnich Igrzyskach Olimpijskich 1932 – 200 m stylem klasycznym mężczyzn
200 m stylem klasycznym mężczyzn – jedna z konkurencji pływackich rozgrywanych podczas X Igrzysk Olimpijskich w Los Angeles. Eliminacje odbyły się 11 sierpnia, półfinały 12 sierpnia, a finał 13 sierpnia 1932 roku.
Rekordzista świata w tej konkurencji, Gujańczyk Leonard Spence, który reprezentował później Bermudy, nie startował na igrzyskach w Los Angeles, więc faworytem do złota był Japończyk Yoshiyuki Tsuruta. W 1928 roku został on mistrzem olimpijskim i cztery lata później udało mu się obronić ten tytuł. Srebro zdobył także reprezentant Japonii, 16-letni Reizo Koike, który w półfinale ustanowił nowy rekord olimpijski (2:44,9). W finale uzyskał jednak rezultat o ponad sekundę wolniejszy od Tsuruty. Swój sukces sprzed czterech lat powtórzył Teófilo Yldefonso z Filipin, który wywalczył brązowy medal.

## Rekordy
Przed zawodami rekord świata i rekord olimpijski wyglądały następująco:
| Rekord            | Zawodnik          | Czas   | Miejsce   | Data            |       |
| ----------------- | ----------------- | ------ | --------- | --------------- | ----- |
| Rekord świata     | Leonard Spence    | 2:44,0 | New Haven | 1 kwietnia 1932 |       |
| Rekord olimpijski | Yoshiyuki Tsuruta | 2:48,8 | Amsterdam | 8 sierpnia 1928 | [ 1 ] |

W trakcie zawodów ustanowiono następujące rekordy:
| Data        | Etap konkurencji      | Zawodnik          | Czas   | Rekord |
| ----------- | --------------------- | ----------------- | ------ | ------ |
| 11 sierpnia | wyścig eliminacyjny 1 | Yoshiyuki Tsuruta | 2:46,2 | OR     |
| 11 sierpnia | wyścig eliminacyjny 2 | Reizo Koike       | 2:46,2 | =      |
| 12 sierpnia | półfinał 1            | Reizo Koike       | 2:44,9 | OR     |

## Wyniki

### Eliminacje
Do półfinałów awansowało dwóch najlepszych zawodników z każdego wyścigu oraz najszybszy z pływaków, którzy zajęli trzecie miejsca.
Wyścig eliminacyjny 1
| Miejsce | Zawodnik           | Państwo           | Czas   | Uwagi |
| ------- | ------------------ | ----------------- | ------ | ----- |
| 1.      | Yoshiyuki Tsuruta  | Japonia           | 2:46,2 | Q,    |
| 2.      | Jikirum Adjaluddin | Filipiny          | 2:49,9 | Q     |
| 3.      | Ulysse Cartonnet   | Francja           | 2:50,8 | q     |
| 4.      | Basil Francis      | Stany Zjednoczone | 2:57,2 |       |
| 5.      | Sigfrid Heyner     | Szwecja           | 3:00,7 |       |
| 6.      | Harry Forssell     | Brazylia          | 3:14,6 |       |

Wyścig eliminacyjny 2
| Miejsce | Zawodnik             | Państwo             | Czas   | Uwagi |
| ------- | -------------------- | ------------------- | ------ | ----- |
| 1.      | Reizo Koike          | Japonia             | 2:46,2 | Q, =  |
| 2.      | Erwin Sietas         | Republika Weimarska | 2:51,0 | Q     |
| 3.      | Justo José Caraballo | Argentyna           | 2:55,2 |       |
| 4.      | Edwin Moles          | Stany Zjednoczone   | 2:56,8 |       |
| 5.      | Richard Wyndham      | Kanada              | 3:12,4 |       |

Wyścig eliminacyjny 3
| Miejsce | Zawodnik          | Państwo           | Czas   | Uwagi |
| ------- | ----------------- | ----------------- | ------ | ----- |
| 1.      | Teófilo Yldefonso | Filipiny          | 2:53,7 | Q     |
| 2.      | Walter Spence     | Kanada            | 2:56,5 | Q     |
| 3.      | Alfred Schoebel   | Francja           | 2:56,6 |       |
| 4.      | John Paulsen      | Stany Zjednoczone | 3:00,1 |       |
| 5.      | Pablo Zierold     | Meksyk            | 3:15,2 |       |

Wyścig eliminacyjny 4
| Miejsce | Zawodnik        | Państwo   | Czas   | Uwagi |
| ------- | --------------- | --------- | ------ | ----- |
| 1.      | Toivo Reingoldt | Finlandia | 2:53,6 | Q     |
| 2.      | Shigeo Nakagawa | Japonia   | 2:55,0 | Q     |

### Półfinały
Do finału awansowało trzech najlepszych zawodników z każdego półfinału.
Półfinał 1
| Miejsce | Zawodnik           | Państwo   | Czas   | Uwagi |
| ------- | ------------------ | --------- | ------ | ----- |
| 1.      | Reizo Koike        | Japonia   | 2:44,9 | Q,    |
| 2.      | Yoshiyuki Tsuruta  | Japonia   | 2:45,4 | Q     |
| 3.      | Jikirum Adjaluddin | Filipiny  | 2:50,2 | Q     |
| 4.      | Ulysse Cartonnet   | Francja   | 2:50,9 |       |
| 5.      | Toivo Reingoldt    | Finlandia | 2:54,9 |       |

Półfinał 2
| Miejsce | Zawodnik          | Państwo             | Czas   | Uwagi |
| ------- | ----------------- | ------------------- | ------ | ----- |
| 1.      | Erwin Sietas      | Republika Weimarska | 2:47,6 | Q     |
| 2.      | Teófilo Yldefonso | Filipiny            | 2:48,4 | Q     |
| 3.      | Shigeo Nakagawa   | Japonia             | 2:52,4 | Q     |
| 4.      | Walter Spence     | Kanada              | 2:52,7 |       |

### Finał
| Miejsce | Zawodnik           | Państwo             | Czas   | Uwagi |
| ------- | ------------------ | ------------------- | ------ | ----- |
| 1 !     | Yoshiyuki Tsuruta  | Japonia             | 2:45,4 |       |
| 2 !     | Reizo Koike        | Japonia             | 2:46,6 |       |
| 3 !     | Teófilo Yldefonso  | Filipiny            | 2:47,1 |       |
| 4.      | Erwin Sietas       | Republika Weimarska | 2:48,0 |       |
| 5.      | Jikirum Adjaluddin | Filipiny            | 2:49,2 |       |
| 6.      | Shigeo Nakagawa    | Japonia             | 2:52,8 |       |